# Army of Thieves (soundtrack)
Army of Thieves is de originele soundtrack van de gelijknamige film, gecomponeerd door Hans Zimmer en Steve Mazzaro. Het album werd twee weken na de release van de Netflix-film uitgebracht op 12 november 2021 door Milan Records en Maisie Music Publishing.
In augustus 2021 maakte regisseur Matthias Schweighöfer op Twitter bekend dat Hans Zimmer muziek voor de film zou componeren. Vanwege de tijdgebrek heeft een van Zimmer's componisten uit zijn studio, Steve Mazzaro de film mede gecomponeerd. Het duo produceerde een mix van klassieke en moderne soundscapes bestaande uit drums, synths en orkestmuziek.
De laatste twee nummers op het album: "Firewall" en "Goin' Crazy" zijn geschreven en uitgevoerd door Stephanie Olmanni.

## Solisten
- Pedro Eustache – houtblazer
- Guthrie Govan – elektrische gitaar
- Tina Guo – cello
- Amir John Haddad – klassieke gitaar
- Steve Mazzaro – synth-programmering
- Rusanda Panfili – viool
- Aleksandra Šuklar – percussie
- Hans Zimmer – synth-programmering

## Tracklijst
| Nr. | Titel                      | Artiest(en)       | Duur |
| --- | -------------------------- | ----------------- | ---- |
| 1.  | Army of Thieves            |                   | 2:08 |
| 2.  | The Test                   |                   | 5:25 |
| 3.  | Hans Wagner                |                   | 2:40 |
| 4.  | Good Samaritan             |                   | 1:17 |
| 5.  | A Life Less Ordinary       |                   | 3:11 |
| 6.  | Cathouse                   |                   | 5:08 |
| 7.  | Here's the Plan            |                   | 2:09 |
| 8.  | Warming Up My Instruments  |                   | 2:18 |
| 9.  | It's Already Done          |                   | 1:26 |
| 10. | Interpol                   |                   | 2:41 |
| 11. | Longing for More           |                   | 3:08 |
| 12. | The Robbing of a Bank      |                   | 1:58 |
| 13. | Creating a Diversion       |                   | 2:51 |
| 14. | Safecracker Extraordinaire |                   | 4:05 |
| 15. | According to Plan          |                   | 1:56 |
| 16. | That's My Bike             |                   | 4:37 |
| 17. | Long Walk Home             |                   | 1:05 |
| 18. | Transferring the Safe      |                   | 2:53 |
| 19. | Gwendoline                 |                   | 1:03 |
| 20. | Escape in Switzerland      |                   | 4:34 |
| 21. | Ludwig Dieter              |                   | 7:49 |
| 22. | Firewall                   | Stephanie Olmanni | 2:34 |
| 23. | Goin' Crazy                | Stephanie Olmanni | 2:02 |